# Смит, Крэйг
Крэйг Смит (англ. Craig Smith; род. 5 сентября 1989 года, Мадисон, штат Висконсин, США) — американский хоккеист, нападающий клуба НХЛ «Детройт Ред Уингз».

## Игровая карьера
Смит играл в молодёжной лиге USHL за «Ватерлоо Блэк Хокс». По итогам сезона 2008–2009 он был выбран в первую сборную всех звёзд USHL.
Был выбран под общим 98-м номером на драфте НХЛ 2009 года командой «Нэшвилл Предаторз». Также он принял участие в чемпионате мира 2011 года в составе сборной США.
Смит стал первым игроком «Предаторз» после Колина Уилсона, сыгравшим сразу за основную команду, минуя «Милуоки Эдмиралс». 7 октября 2011 года в первом же своём матче в НХЛ он забил гол в матче против «Коламбус Блю Джекетс».
10 октября 2020 года подписал трехлетний контракт с «Бостон Брюинз» на общую сумму $ 9,3 млн.
1 июля 2024 года в качестве свободного агента однолетний контракт с «Чикаго Блэкхокс» на сумму $1 млн.

## Статистика
| Легенда | Легенда                    | Легенда | Легенда                   | Легенда | Легенда    |
| ------- | -------------------------- | ------- | ------------------------- | ------- | ---------- |
| И       | Количество проведённых игр | Штр     | Штрафное время            | +/−     | Плюс-минус |
| Г       | Голы                       | П       | Голевые передачи          | О       | Очки       |
| -       | Статистика неизвестна      | —       | Статистика не учитывалась |         |            |